# Paul-Mounged El-Hachem
Paul-Mounged El-Hachem (8 tháng 9 năm 1934 - 7 tháng 10 năm 2022) là một Giám mục người Li Băng của Giáo hội Công giáo Maronite, trực thuộc Giáo hội Công giáo Rôma. Ông nguyên là Sứ thần Tòa Thánh tại các quốc gia Trung Đông như Kuwait, Bahrain, Yemen, Qatar và các tiểu vương quốc Ả Rập thống nhất [U.A.E.]. Trước khi làm Sứ thần, ông còn vị trí Giám mục chính tòa Giáo phận Baalbek-Deir El-Ahmar, nghi lễ Maronite.

## Tiểu sử
Tổng giám mục Paul-Mounged El-Hachem sinh ngày 8 tháng 9 năm 1934, tại Akoura, thuộc Li Băng. Sau quá trình tu học dài hạn tại các cơ sở chủng viện theo quy định từ phía Giáo luật, ngày 28 tháng 3 năm 1959, Phó tế El-Hachem, 25 tuổi, tiến đến việc được truyền chức linh mục. Tân linh mục cũng là thành viên của linh mục đoàn Tòa Thượng phụ Antioch, nghi lễ Maronite.
Sau hơn 35 năm thực hiện các công việc mục vụ trên trách vụ của một người linh mục, ngày 10 tháng 6 năm 1995, tin tức loan báo rằng linh mục Paul-Mounged El-Hachem, 61 tuổi, đã được công bó tuyển chọn gia nhập hàng ngũ các giám mục, cụ thể với vị trí Giám mục chính tòa Giáo phận Baalbek-Deir El-Ahmar, nghi lễ Maronite. Lễ tấn phong cho vị giám mục tân cử được tiến hành sau đó vào ngày 13 tháng 9 cùng năm, với phần nghi thức chính yếu của việc truyền chức do 3 giáo sĩ cấp cao đảm trách. Chủ phong cho vị tân giám mục là Hồng y Nasrallah Pierre Sfeir, Thượng phụ Tòa Thượng phụ Antioch, nghi lễ Maronite. Hai vị còn lại với vai trò phụ phong gồm có Tổng giám mục Boutros Gemayel, Tổng giám mục chính tòa Tổng giáo phận Cipro, nghi lễ Maronite và Giám mục Roland Aboujaoudé, Giám mục phụ tá Tòa thượng ph5u Antioch, nghi lễ Maornite.
Bất ngờ, 10 năm sau đó, ông được chọn làm Sứ thần Tòa Thánh tại các Quốc gia Trung Đông. Qua quyết định được công bố vào ngày 27 háng 8 năm 2005, Tòa Thánh đã thăng ông làm Tổng giám mục Hiệu tòa Darnis, đảm trách nhiệm vụ Sứ thần Tòa Thánh tại các quốc gia Kuwait, Bahrain, Yemen, Qatar. Sau đó ít năm, ngày 4 tháng 8 năm 2007, ông được bổ nhiệm thêm chức danh Sứ thần Tào Thánh tại Các tiểu Vương quốc Ả Rập thống nhất. Ông được chấp thuận cho hồi hưu vào ngày 2 tháng 12 năm 2009, vì lí do tuổi tác theo Giáo luật.
Ông qua đời ngày 7 tháng 10 năm 2022, hưởng thọ 88 tuổi.